# Phare de la darse de Barlovento
Le phare de darse de Barlovento (en espagnol : Faro de la darsena de Barlovento) ou phare de la Marina Hemingway est un phare actif situé à la Marina Hemingway à La Havane, à Cuba.

## Histoire
La Marina Hemingway est un grand complexe de villégiature et de plaisance situé à environ 15 km à l'ouest du centre-ville de La Havane.

## Description
Ce phare  est une tour métallique à claire-voie, avec une galerie et une balise de 8 m de haut, au sommet d'un hôtel de plusieurs étages. La tourelle est peinte en blanc. Il émet, à une hauteur focale de 36 m, un éclat blanc par période de 7 secondes. Sa portée est de 10 milles nautiques (environ 19 km).
Identifiant : ARLHS : CUB-0.. ; CU-0112 - Amirauté : J4848 - NGA : 110-12564 .

### Lien connexe
- Liste des phares de Cuba